# Tim Harnedy
Tim Harnedy (8 de agosto de 1982) es un deportista irlandés que compitió en remo. Ganó una medalla de plata en el Campeonato Mundial de Remo de 2005, en la prueba de cuatro sin timonel ligero.

## Palmarés internacional
| Campeonato Mundial | Campeonato Mundial | Campeonato Mundial | Campeonato Mundial        |
| Año                | Lugar              | Medalla            | Prueba                    |
| ------------------ | ------------------ | ------------------ | ------------------------- |
| 2005               | Kaizu (Japón)      | Medalla de plata   | Cuatro sin timonel ligero |